# O Juramento de Leão III (Rafael)
O Juramento de Leão III é uma pintura da oficina do artista renascentista italiano Rafael. A pintura fez parte da encomenda de Rafael para decorar as salas que hoje são conhecidas como Stanze di Raffaello, no Palácio Apostólico do Vaticano. Ela está localizada na sala que recebeu o nome de O Fogo no Borgo (Stanza dell'incendio del Borgo). No afresco, o Papa Leão III é visto durante o julgamento em 23 de dezembro de 800 DC, durante o qual foi colocado cara a cara com os sobrinhos de seu antecessor, o Papa Adriano I, que o acusou de má conduta. Os bispos reunidos declararam que não poderiam julgar o papa, após o que Leão fez um juramento de purgação por sua própria vontade.

## História

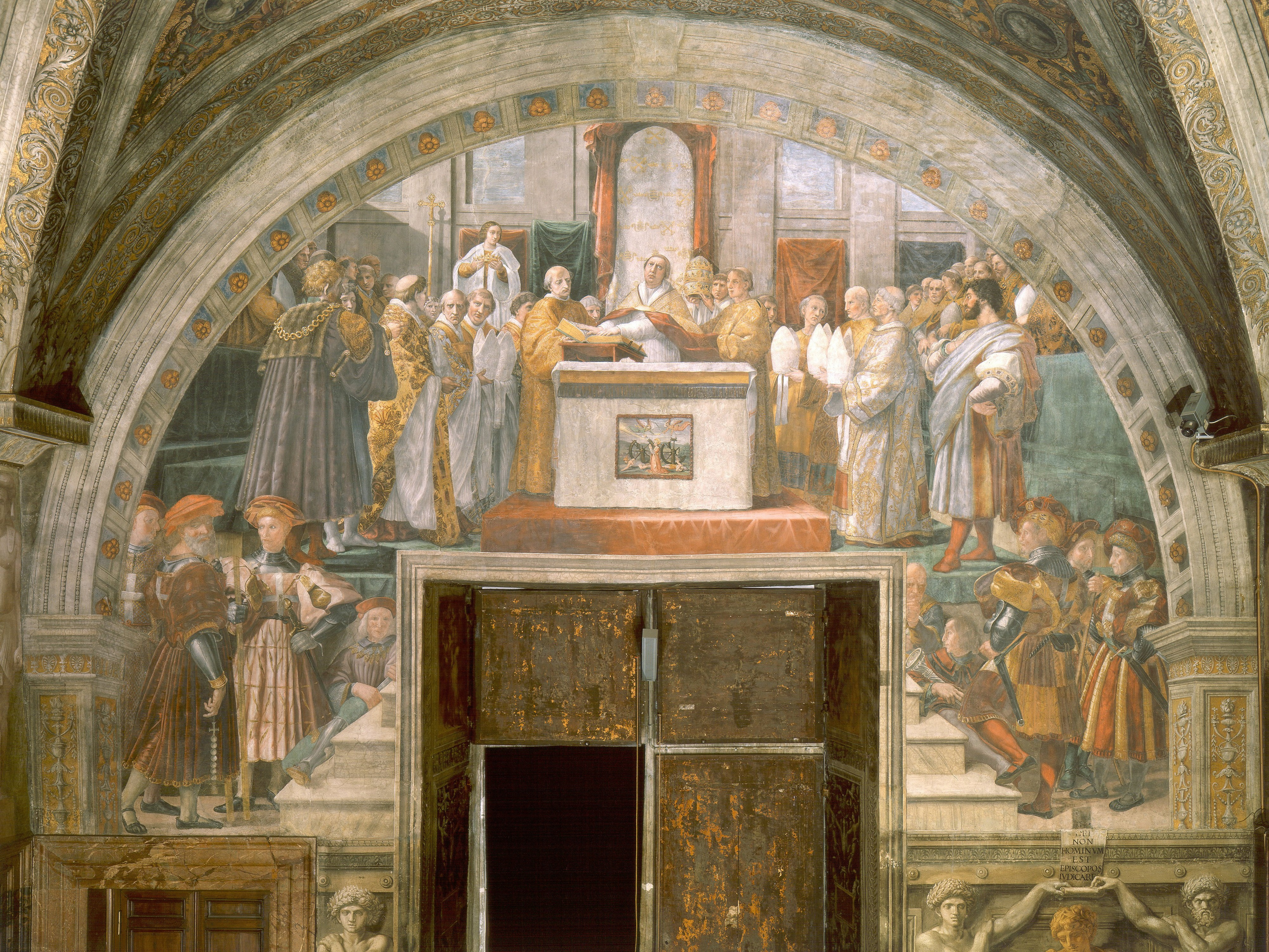
Rafael - O Juramento de Leão III

Rafael começou a trabalhar na terceira das salas pouco depois da eleição de Papa Leão X. O pontífice, talvez inspirado na cena do Encontro de Leão Magno e Átila na Sala de Heliodoro, no qual inserira seu próprio retrato no lugar do Papa Júlio II, escolheu como tema da decoração a celebração dos pontífices com seu próprio nome, Leão III e e Papa Leão IV, em cujas histórias, retiradas do Liber Pontificalis, pode-se discernir alusões ao atual pontífice, suas iniciativas e seu papel.